# Atanas Malinov
Atanas Malinov (in bulgaro Атанас Мали́нов?; Sofia, 22 aprile 1956) è un allenatore di pallavolo bulgaro.

## Biografia
È padre della pallavolista Ofelia. Dal 2012  al 2014 è stato allenatore della Bruel Bassano, dal 2019  allena il  Lemen Almenno  U16 e l'anno successivo la formazione B1 /F

## Palmarès

### Club
- Campionato italiano: 2

1995-96
1996-97
- Coppa Italia: 2

1995-96
1996-97
- Coppa dei Campioni: 1

1996-97
- Supercoppa italiana: 1

1996-97
- Coppa Italia di Serie A2: 1

1997-98

### Individuale
- Premio Luigi Razzoli - Miglior allenatore della Serie A2

1997-1998